# Nendoroid
Nendoroid (ねんどろいど) är ett märke av plastfigurer utgivna av japanska Good Smile Company (グッドスマイルカンパニー) med början 2006. En nendoroid är för det mesta baserad på en anime- eller manga-figur och är att betrakta som samlarobjekt eller leksak. En nendoroid är vanligen skapad i chibi-stil (liten kropp, stort huvud) och är cirka 10 cm hög. Vanligen kommer en nendoroid med 3 utbytbara huvuden – alla med olika ansiktsuttryck. Andra utbytbara delar är hår (frisyr) och armar.

## Serier
Manga/Anime-serier som fått en eller flera nendoroider tillverkade efter sig är:
- Kannagi: Zange-chan (07/2009), Nagi (05/2009).
- Lucky Star: Miyuki Takara (03/2009), Tsukasa Hiiragi (11/2009).
- Death Note: L-Lawliet (01/2009), Light Yagami (01/2009), Misa Amane (01/2009) och Ryuk (01/2009).
- The Melancholy of Haruhi Suzumiya: Haruhi Suzumiya (/01) 2009), Churuya-san (08/2009) och Yuki Nagato (01/2009).
- Fate/stay night: Saber Lily (06/2009).
- Minami-ke: Chiaki Minami (12/2009).
- Kodomo no Jikan: Rin Kokonoe (12/2008), Kuro Kagami (08/2009) och Mimi Usa (08/2009).